# Zacharo
Zacharo  este un oraș în Grecia în prefectura Elida.